# William E. Stevenson
William Erskine Stevenson, född 18 mars 1820 i Warren i Pennsylvania, död 29 november 1883 i Parkersburg i West Virginia, var en amerikansk politiker (republikan). Han var West Virginias guvernör 1869–1871.
Stevenson efterträdde 1869 Daniel D.T. Farnsworth som guvernör och efterträddes 1871 av John J. Jacob.